# Savignano Irpino
Savignano Irpino ist eine italienische Gemeinde mit 1028 Einwohnern (Stand 31. Dezember 2023) in der Provinz Avellino in der Region Kampanien. Sie ist Teil der Bergkommune Comunità Montana dell’Ufita und ist Mitglied der Vereinigung I borghi più belli d’Italia (Die schönsten Orte Italiens).

## Geografie
Die Nachbargemeinden sind Ariano Irpino, Greci, Montaguto, Monteleone di Puglia (FG) und Panni (FG). Ein weiterer Ortsteil ist Savignano Scalo.

## Städtepartnerschaften
- Essenbach, Deutschland
- Savigneux, Frankreich